# Defendente Ferrari
Defendente Ferrari (* 1480 bis 1485 in Chivasso bei Turin; † nach 1535 in Turin) war ein italienischer Maler im Piemont.

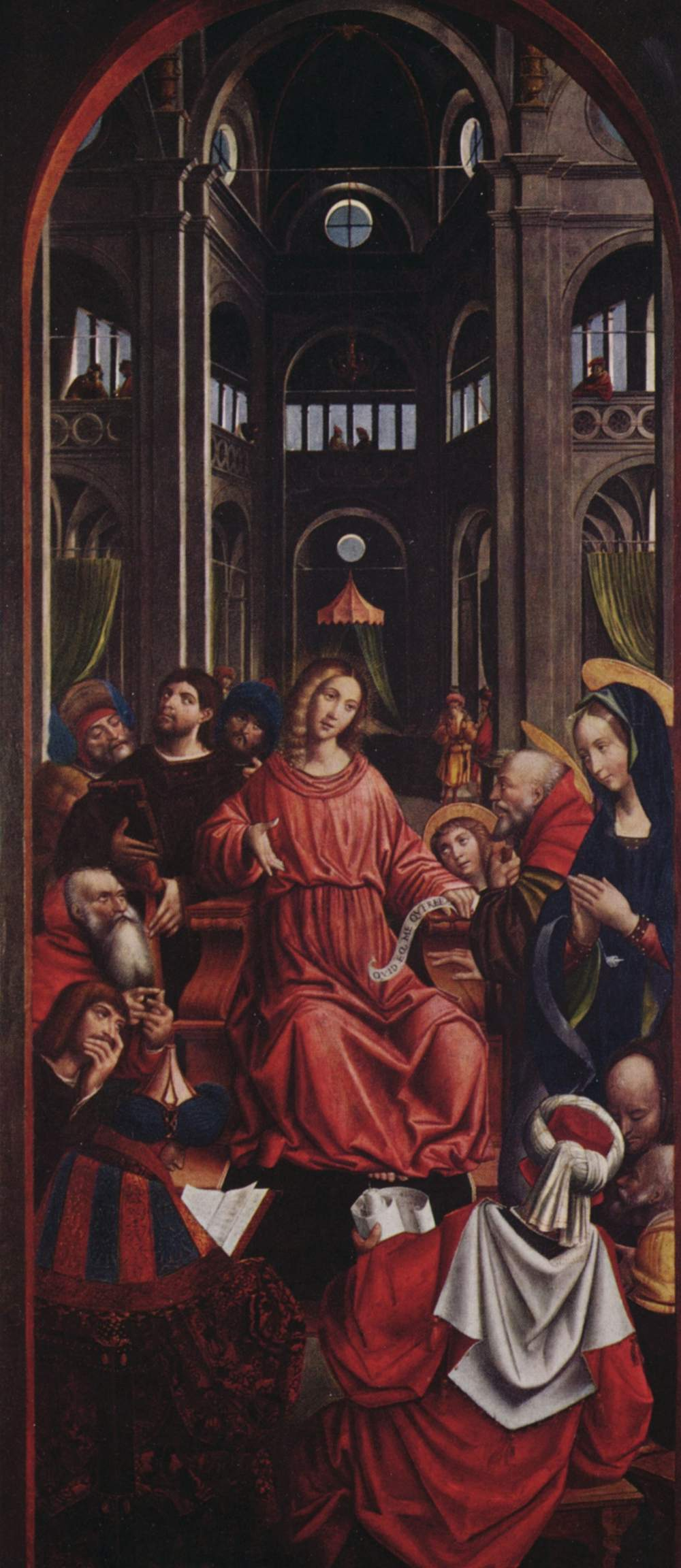
Der zwölfjährige Christus im Tempel, 1526, Staatsgalerie Stuttgart

Defendente Ferrari ist urkundlich zwischen 1500 und 1535 nachweisbar. Er ging bei Giovanni Martino Spanzotti in die Lehre. Über ihn nahm auch Ferrari Einflüsse von flämischen, burgundischen und französischen Malern auf und er behielt gotische Einflüsse bei, als Piemonteser Zeitgenossen wie Gaudenzio Ferrari schon unter dem Einfluss von Leonardo da Vinci standen. Er ist für mehrere große Altarbilder bekannt.
In der Gemäldegalerie Berlin ist eine Anbetung des Kindes von 1511.

## Galerie

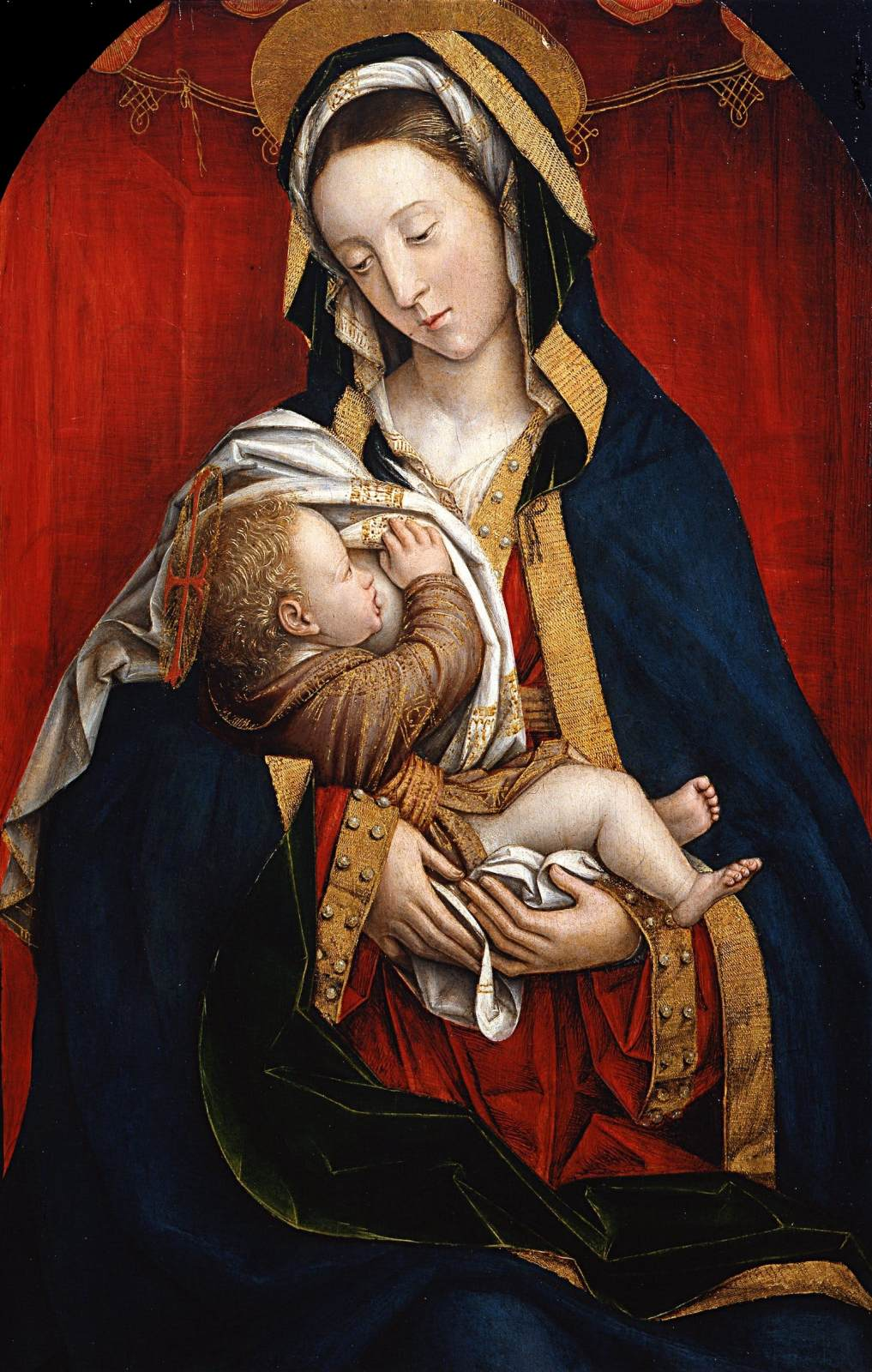
Madonna mit Kind, Palazzo Pitti
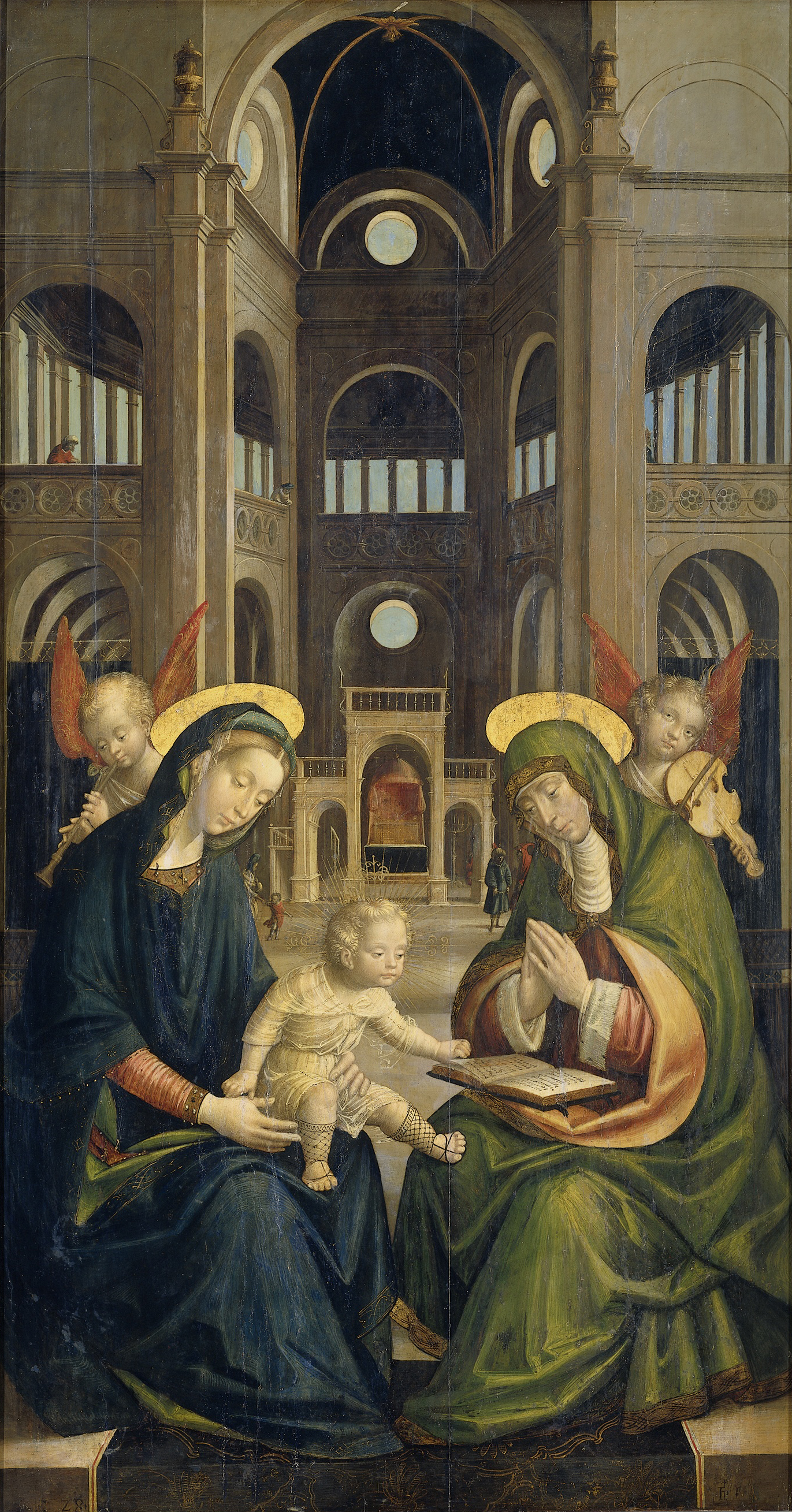
Jungfrau mit Kind und Hlg. Anna, 1528, Rijksmuseum Amsterdam
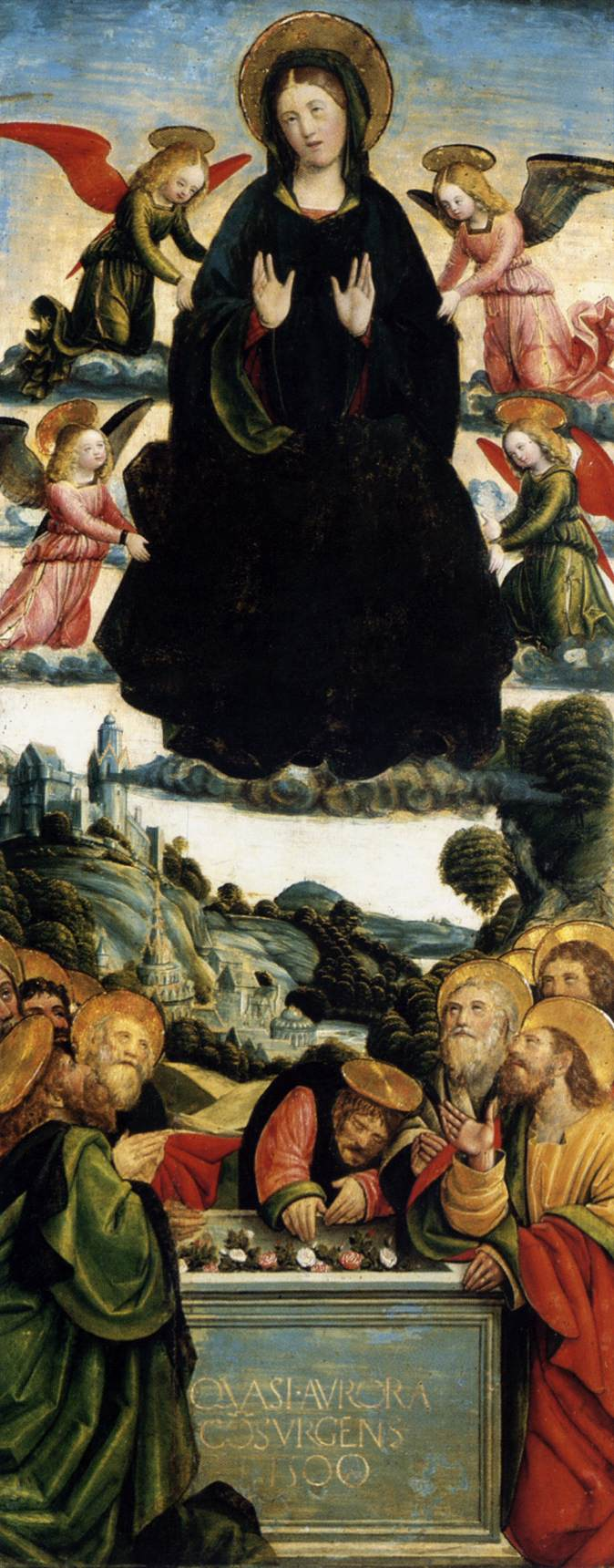
Maria Himmelfahrt, Museum der Schönen Künste, Budapest
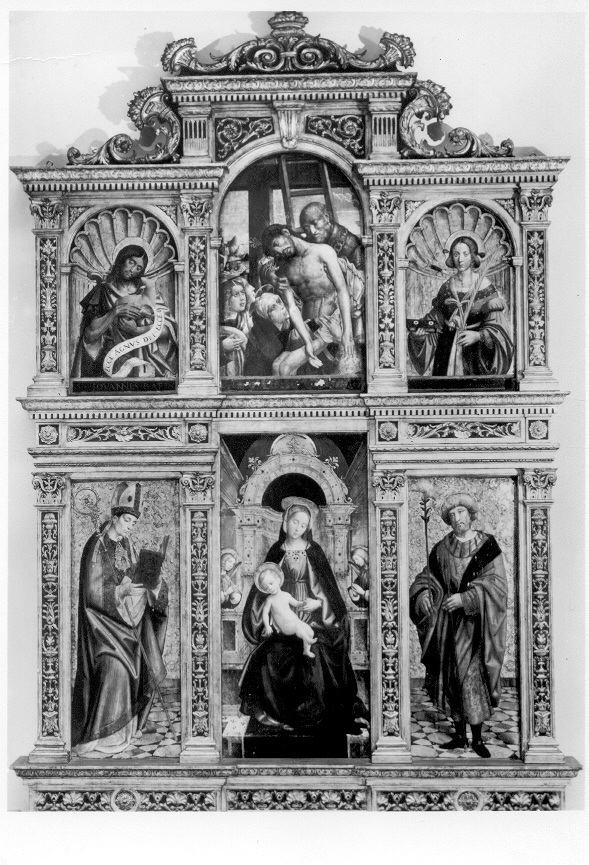
Polyptychon von Bianzè, 1529, Museo Borgogna, Vercelli
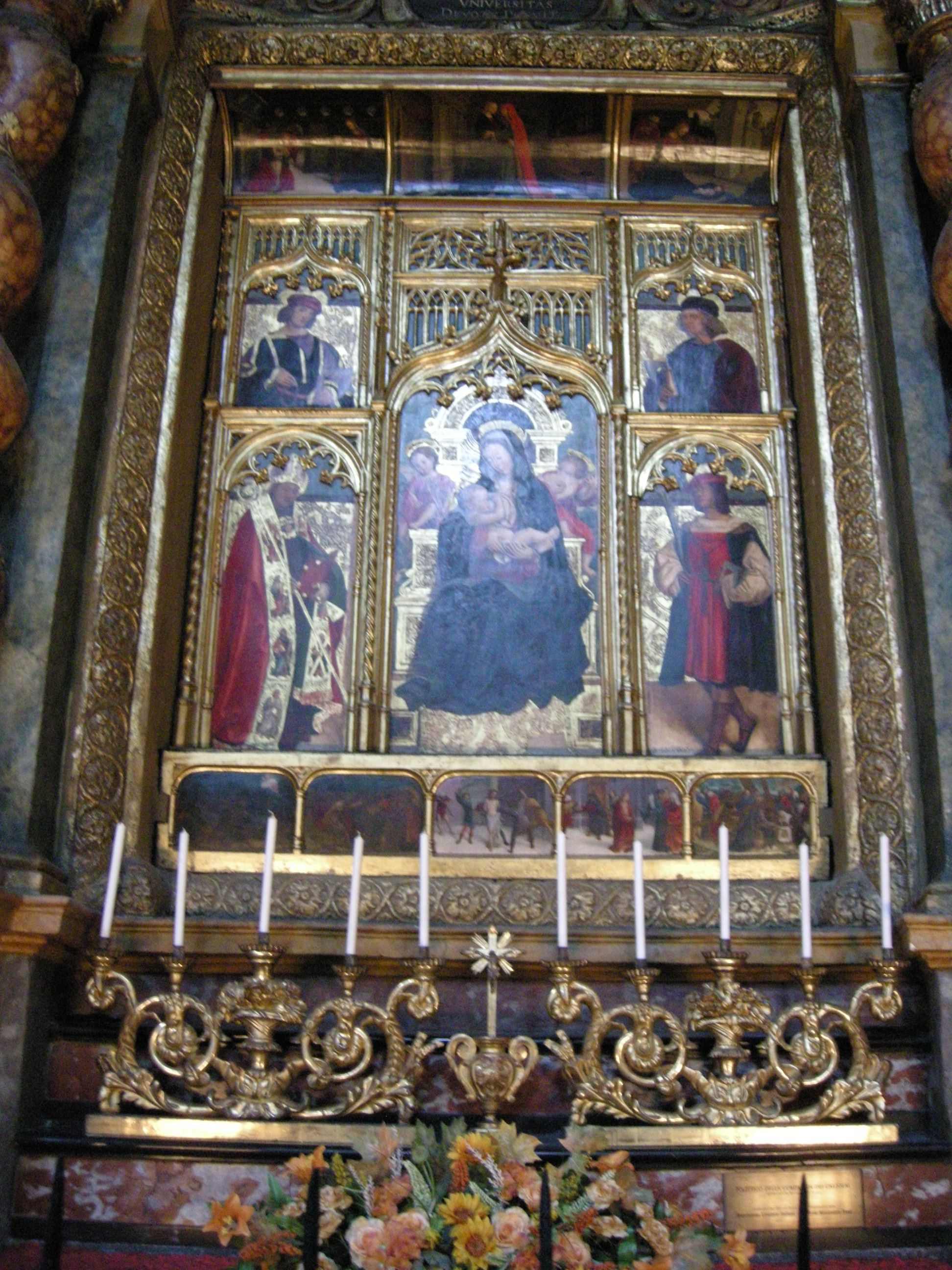
Polyptychon Szenen aus dem Leben des Heiligen Crispinus und Crispinianus, 1510, Dom in Turin
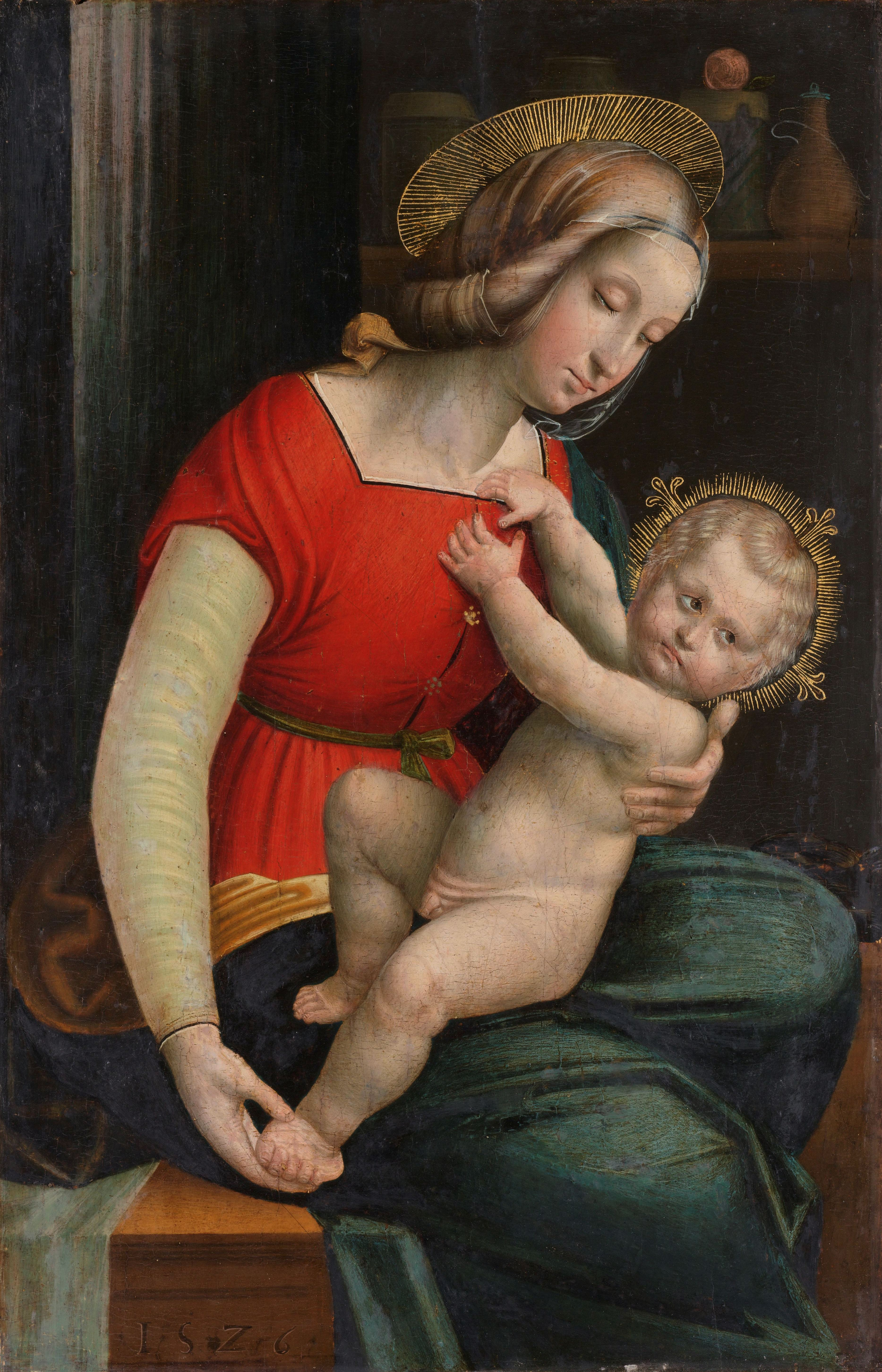
Madonna mit Kind, 1526, Rijksmuseum Amsterdam